# Martiros z Krymu
Martiros z Krymu (orm. Մարտիրոս Ղրիմեցի - Martiros Ghrimeci) (ur. ?, zm. 1683) – ormiański poeta, historyk, polityk i patriarcha. W latach 1659–1660 26. ormiański Patriarcha Konstantynopola, w latach 1677–1680 i 1681–1683 ormiański Patriarcha Jerozolimy.